# 丽贝卡·怀尔德
丽贝卡·怀尔德（英語：Rebecca Wilde，1997年12月31日—），英国女子赛艇运动员。丽贝卡·怀尔德的父亲是体育老师。丽贝卡一度是一名游泳运动员，2012年夏季奥林匹克运动会后，她對划船產生興趣，并最终于2017年成為一名赛艇运动员。她也成为2024年夏季奥林匹克运动会女子双人双桨铜牌得主。